# Pseudanniceris amazonicus
Pseudanniceris amazonicus är en insektsart som beskrevs av Marius Descamps 1977. Pseudanniceris amazonicus ingår i släktet Pseudanniceris och familjen gräshoppor. Inga underarter finns listade i Catalogue of Life.